# كريستينا ليندبلوم
كريستينا ليندبلوم (بالإنجليزية: Kristina Lindblom)‏ مواليد 20 أغسطس 1992، هي لاعبة كرة يد أسترالية تلعب كمحور. مثلت منتخب أستراليا لكرة اليد للسيدات.

## سجل المنافسة
شاركت في البطولات التالية:
- بطولة العالم لكرة اليد للسيدات 2013